# Ром (Джорджія)
Ром (англ. Rome) — місто (англ. city) в США, у штаті Джорджія, адміністративний центр округу Флойд. Населення — 37 713 осіб (2020).

## Географія
Ром розташовано за координатами 34°16′4″ пн. ш. 85°11′15″ зх. д. / 34.26778° пн. ш. 85.18750° зх. д. (34.267740, -85.187533) у північно-західній частині штату Джорджія, в передгір'ях Аппалачі, у злиття річок Етова та Устанаула, які при цьому формують річку Куса. За даними Бюро перепису населення США в 2010 році місто мало площу 81,94 км², з яких 80,06 км² — суходіл та 1,88 км² — водойми.

### Клімат
За класифікації Кеппена клімат Рома характеризується як субтропічний океанічний клімат (Cfa).
| Клімат : Ром          | Клімат : Ром | Клімат : Ром | Клімат : Ром | Клімат : Ром | Клімат : Ром | Клімат : Ром | Клімат : Ром | Клімат : Ром | Клімат : Ром | Клімат : Ром | Клімат : Ром | Клімат : Ром | Клімат : Ром |
| Показник              | Січ.         | Лют.         | Бер.         | Квіт.        | Трав.        | Черв.        | Лип.         | Серп.        | Вер.         | Жовт.        | Лист.        | Груд.        | Рік          |
| Середній максимум, °C | 11,7         | 14,4         | 16,7         | 23,3         | 27,8         | 31,7         | 32,8         | 32,8         | 29,4         | 23,3         | 16,7         | 11,7         | 22,8         |
| Середній мінімум, °C  | −0,6         | 1,1          | 3,3          | 7,8          | 12,8         | 17,2         | 19,4         | 18,9         | 15,6         | 8,3          | 1,7          | −0,6         | 8,9          |
| Норма опадів, мм      | 124          | 135          | 147          | 109          | 102          | 97           | 124          | 79           | 107          | 71           | 81           | 137          | 1306         |
| --------------------- | ------------ | ------------ | ------------ | ------------ | ------------ | ------------ | ------------ | ------------ | ------------ | ------------ | ------------ | ------------ | ------------ |
| Джерело: Weatherbase  |              |              |              |              |              |              |              |              |              |              |              |              |              |

## Демографія

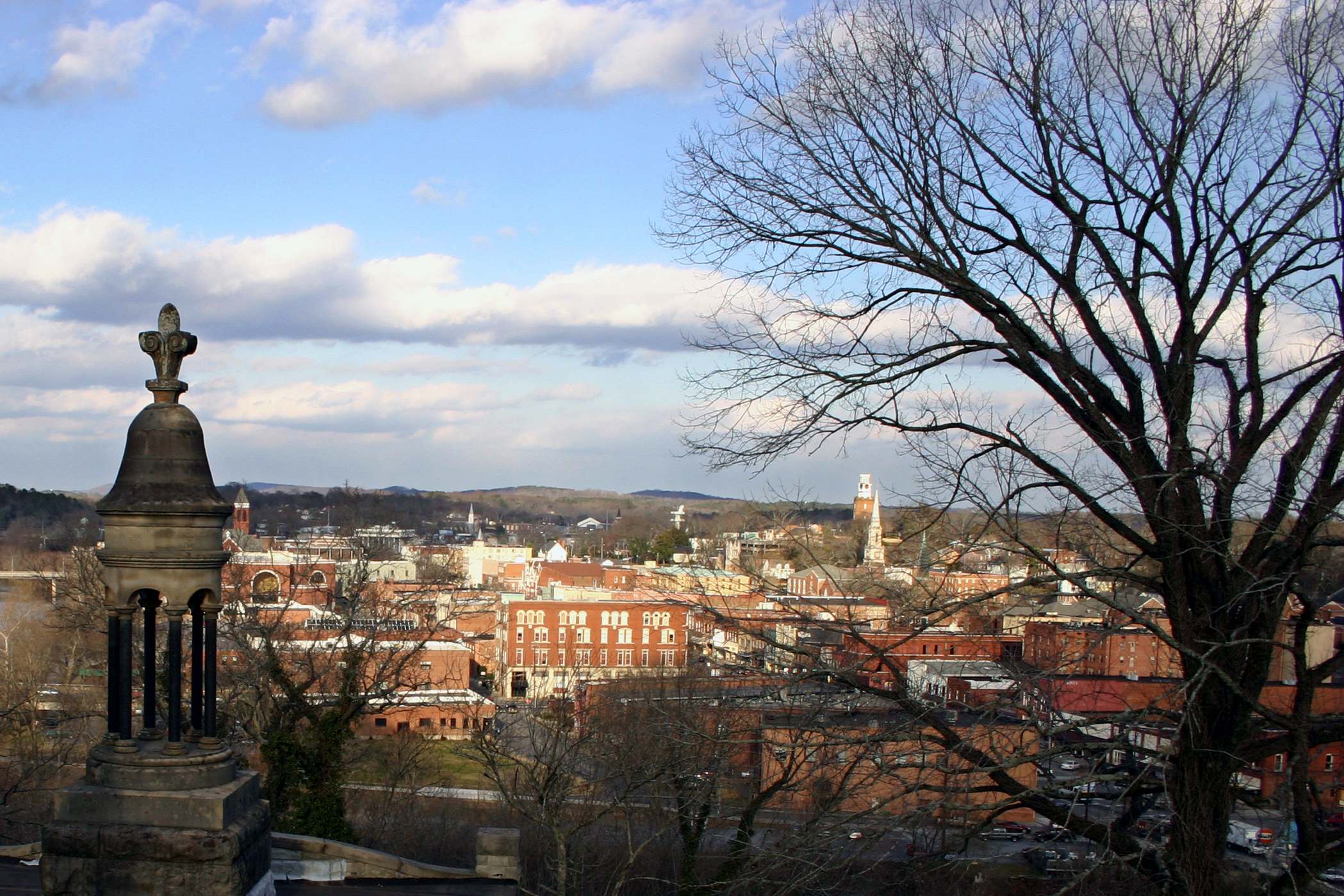
Вид на центр міста із старовинного кладовища Міртл-Хілл

Згідно з переписом 2010 року, у місті мешкали 36 303 особи в 13 885 домогосподарствах у складі 8612 родин. Густота населення становила 443 особи/км².  Було 15797 помешкань (193/км²).
Расовий склад населення:
| - 57,4 % — білих - 27,8 % — чорних або афроамериканців - 1,9 % — азіатів - 0,6 % — корінних американців - 0,2 % — вихідців з тихоокеанських островів - 9,7 % — осіб інших рас |

До двох чи більше рас належало 2,5 %. Частка іспаномовних становила 16,2 % від усіх жителів.
За віковим діапазоном населення розподілялося таким чином: 25,7 % — особи молодші 18 років, 60,1 % — особи у віці 18—64 років, 14,2 % — особи у віці 65 років та старші. Медіана віку мешканця становила 35,1 року. На 100 осіб жіночої статі у місті припадало 90,9 чоловіків;  на 100 жінок у віці від 18 років та старших — 87,3 чоловіків також старших 18 років.
Середній дохід на одне домашнє господарство  становив 52 164 долари США (медіана — 34 874), а середній дохід на одну сім'ю — 64 020 доларів (медіана — 44 108). Медіана доходів становила 35 186 доларів для чоловіків та 30 345 доларів для жінок. За межею бідності перебувало 28,1 % осіб, у тому числі 39,1 % дітей у віці до 18 років та 15,9 % осіб у віці 65 років та старших.
Цивільне працевлаштоване населення становило 14 528 осіб. Основні галузі зайнятості: освіта, охорона здоров'я та соціальна допомога — 25,2 %, виробництво — 16,4 %, мистецтво, розваги та відпочинок — 13,6 %.

## Відомі уродженці
- Бутч Вокер — американський музикант, автор пісень та продюсер